# CarbFix

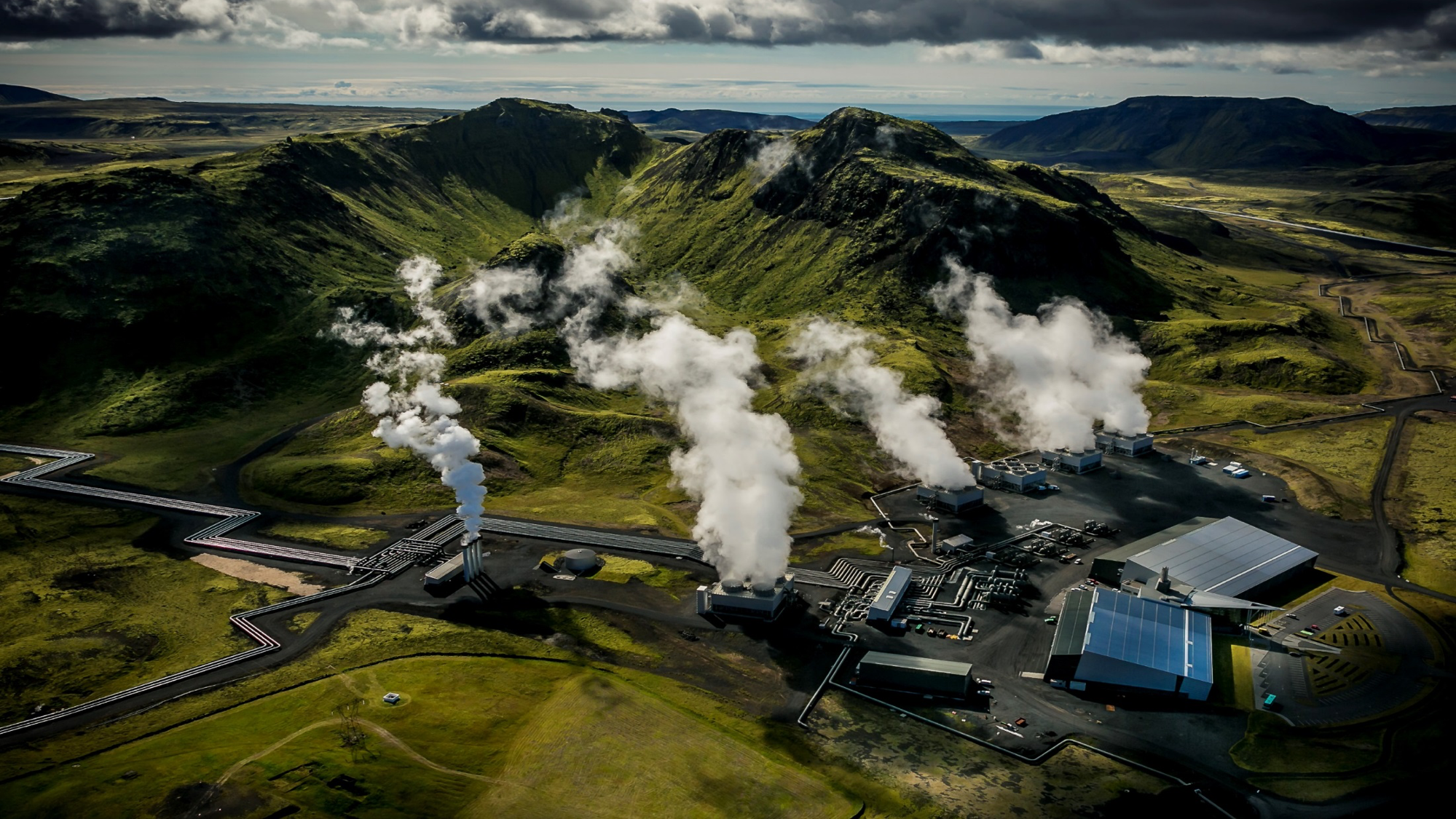
Das Geothermiekraftwerk Hellisheiði ist der Standort des ursprünglichen CarbFix-Projekts, bei dem etwa 200 Tonnen CO_{2} in den Untergrund verpresst wurden und es als stabile Karbonatmineralien fixierte.

Carbfix ist ein CCS-Projekt, bei dem CO2 zusammen mit anderen Sauergasen wie H2S in Wasser gelöst in den Untergrund verpresst wird, wo die Gase im Gestein mineralisieren und als chemisch stabile Mineralien dauerhaft gespeichert werden (CO2-to-stone). Die Arbeiten zur Entwicklung dieses Prozesses begannen im Jahr 2007. Seit 2020 ist Carbfix eine Tochtergesellschaft von Reykjavik Energy.
2017 wurde mit dem Projekt CarbFix2 begonnen, das CO2 im Direct-air-capture-Verfahren aus der Umgebungsluft abscheiden soll. Vor Anfang nutzte man den Effekt, dass heißes Wasser weniger CO2 binden kann als kaltes.
Carbfix wurde gemeinsam vom isländischen Präsidenten Ólafur Ragnar Grímsson, Einar Gunnlaugsson von Reykjavík Energy, Wallace S. Broecker von der Columbia University, Eric H. Oelkers vom CNRS Toulouse und Sigurður Reynir Gíslason an der Universität Island zur Begrenzung der Treibhausgasemissionen in Island gestartet. Die Erstfinanzierung für Carbfix übernahm Reykjavik Energy. Weitere Mittel wurden von der Europäischen Kommission und dem US-amerikanischen Energieministerium bereitgestellt, um neben der Suche nach einer neuen Methode zur dauerhaften Kohlendioxidspeicherung auch Wissenschaftler auszubilden.
Nach Jahren der vorläufigen experimentellen und Feldcharakterisierung wurden 2012 ungefähr 200 Tonnen CO2 in die unterirdischen Basalte verpresst. Die 2016 veröffentlichten Forschungsergebnisse zeigten, dass 95 % des verpressten CO2 zu Calcit verfestigt wurde. Dabei wurden die 200 Tonnen CO2 innerhalb von zwei Jahren unter Verwendung von 25 Tonnen Wasser pro Tonne CO2 in den Boden gepumpt. Seit dieser Zeit wurde dieser chemisch erfolgreiche Ansatz zur Speicherung von Kohlenstoff in Hellisheiði weiterentwickelt. Der Speicherprozess wird auch an anderen Standorten in Europa erforscht und erprobt.

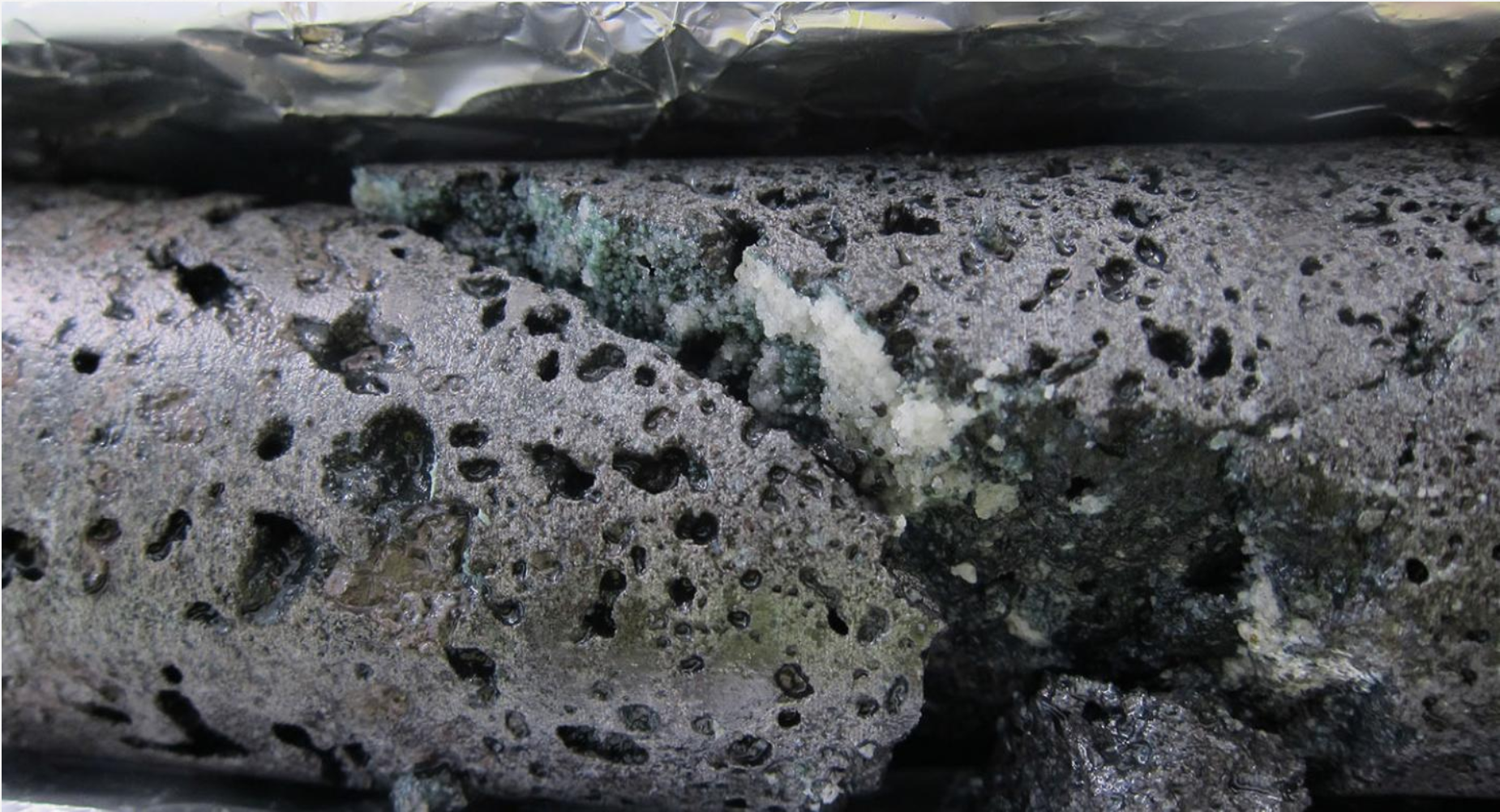
In Basalt aufgrund von CO_{2} gebildeter Calcit Wasser-Gesteins-Wechselwirkung am CarbFix-Standort. Bildnachweis: Sandra Ósk Snæbjörnsdóttir

## Der Carbfix-Ansatz
CO2 wird entweder aus Rauchgas/Kraftwerksabgasen oder direkt aus der Atmosphäre durch Lösen in Wasser gewonnen. Das nun kohlensäurehaltige Wasser wird in den Untergrund verpresst und reagiert dort mit den im Gestein vorhandenen Calcium- und Magnesiumverbindungen.
So sind in vielen Gesteinen Silikat-Mineralien von diesen Elementen vorhanden, wie z. B. in Basalt. Eine Beispielreaktion könnte also sein:
- Mg2SiO4 + 2CO2 → 2MgCO3 + SiO2

Im Ergebnis wird CO2 ohne gefährliche Nebenprodukte gebunden.

## Demonstrationsanlagen
Demoanlagen zeigen, dass unter vorteilhaften Umständen der Speicherprozess mit vergleichsweise niedrigen Kosten bewältigt werden kann. So wurden beim Geothermalkraftwerk Hellisheiði, wo u. a. hoch konzentriertes Kohlendioxid anfällt, das auch direkt vor Ort in geeignetem Gestein gespeichert werden kann, Speicherkosten von etwa 25 US-Dollar pro Tonne erzielt.
In diesem Projekt wurde 2012 mit der Verpressung des Kohlenstoffs begonnen. Die Finanzierung erfolgte durch die Universität von Island, Universität von Columbia, Frankreichs Nationales Zentrum für wissenschaftliche Forschung, dem Energieministerium der Vereinigten Staaten, der EU, Nordic Funds und Reykjavik Energy.
Diese Finanzierungsquellen umfassen das Forschungs- und Innovationsprogramm der Europäischen Union für Horizont 2020 gemäß den Finanzhilfevereinbarungen Nr. 764760 und 764810. Die Europäische Kommission führt die CarbFix Projekte unter EG-koordinierten Aktion Nummer 283148, Min-GRO (MC-RTN-35488), Delta-Min (PITN-GA-2008-215360) und dem CO2-REACT (EG-Projekt 317235). Nordic Fund 11029-NORDICCS; der isländische GEORG Geothermal Research Fund (09-02-001) an SRG und Reykjavik Energy; und das US-Energieministerium unter der Nummer DE-FE0004847.

### Andere Anlagen (weltweit)
- Bei Wallula durch das Pacific Northwest National Laboratory (PNNL).[14][15]

## Herausforderungen
Dieser Ansatz erfordert viel Wasser und das Vorhandensein von mit Kohlensäure reaktivem Gestein, das nicht an allen Orten verfügbar ist.
In der Nähe des Vulkansystems Hengill kam es zu einem Schwarm kleinerer Erdbeben, ausgelöst durch das Verpressen des Wassers. Bis 13. September 2011 wurden 250 Beben gemeldet.
Am Weltkongress für Geothermie 2010 wurde berichtet, dass die Verpressung von Wasser bei Hellisheiði zu induzierter Seismizität, also vom Menschen verursachten Erdbeben führt.

## Status
Carbfix wurde im Rahmen des von der Europäischen Kommission finanzierten CarbFix2-Projekts ab Juni 2014 am Hellisheiði Geothermiekraftwerk begonnen. CarbFix2 wurde entwickelt, um den gesamten Schwefelwasserstoff und den größten Teil des vom Kraftwerk erzeugten Kohlendioxids einzufangen. Ab 2018 wurden Schwefelwasserstoff (H2S) zu 68 % und CO2 zu 34 % in Wasser gelöst und bis zu einer Tiefe von 750 Metern unter Tage in Basaltgesteine verpresst. Die Ergebnisse zeigen, dass der Großteil dieser verpressten Gase in weniger als einem Jahr in Form stabiler Mineralphasen fixiert wird. Weitere Arbeiten im Zuge des CarbFix2-Projektes, das 2017 in Betrieb ging konzentrierten sich auf die direkte Abscheidung von CO2 aus der Atmosphäre (DAC) zu seiner unterirdischen Mineralisierung.
Carbfix wird derzeit von drei wissenschaftlichen Direktoren geleitet: Sigurður Reynir Gíslason von der Universität Island, Eric H. Oelkers vom CNRS Toulouse und Edda Sif Aradóttir von Reykjavik Energy. Die gegenwärtigen Bemühungen zielen darauf ab, den Carbfix-Prozess teilweise durch die Verwendung von Meerwasser für CO2 zu verallgemeinern, sodass die Methode weltweit angewendet werden könnte.
Der Carbfix-Ansatz wird derzeit im Rahmen des EU-finanzierten GECO-Projekts an vier neuen Standorten in Europa angewendet.